# ميس شلش
ميس سعود شلش أو ميس شلش منشدة فلسطينية، تتميز بصوتها القوي الشجي ولدت عام 1989 بالكويت، أغلب أناشيدها تدور حول قضية فلسطين والإنتفاضة، وشاركت في عدة مهرجانات للتنديد بهذه القضية، لها عدة ألبومات وبدأت حياة الفن الموسيقى في سن مبكرة.

## المسيرة الفنية
اِقترح عليها والدها سعود مصطفى إصدار شريط وطني لصالح الانتفاضة بما أنه كان شاعر وتوفرت آنذاك كلمات ألبومها الأول - صوت الحرية - وما كان من ميس إلا أن وافقت على الفور بما أن الأمر متعلق بوطنها وشعبها .. فكان أول ظهور لها في عالم الإنشاد أمام الجمهور وعمرها 11 سنة .. إذ بدأت المنشدة الصغيرة من مجمع النقابات المهنية كأول حفل لها، وشعرت بتعطش الناس لهذا النوع من الإنشاد فكانت تزور كافة المخيمات والجمعيات لتحيي فيها حفلاتها الوطنية، خاصة أن ألبومها الأول —صوت الحرّية— قد لاقى إقبالا كبيرا في أوساط الناس .. فكلماتها فلسطينية تتميز بالحدودية والبعد عن التشخيص والتعصب، إذ كانت أكثر القصائد التي أنشدتها من كلمات والدها الشاعر سعود شلش، وشعراء كبار آخرين مثل خليل عابد ومريم العمّوري ونبيلة الخطيب وغيرهم ..
كانت أولى مشاركات المنشدة الصغيرة ميس بعمر 11 سنة تقريبا في ألبوم عرس الوطن وفي نفس السنة شاركت بألبوم أم الشهيد مع المنشد خليل عابد، وكذلك بنفس السنة مع المنشد أبو عرب قامت بمشاركته في ألبوم رجال الوطن ثم أصدرت بعد ذلك ألبومها الخاص صوت الحرية في عامها الثاني عشرة تقريبا .. كما أدّت ميس عدة مشاركات لأفلام وثائقية عن معاناة الأطفال عبر العالم بأنشودة يا عالم العدالة وأصدرت في عامها الثالث عشر والنصف ألبوم خنساء فلسطين بمشاركة ألمع نجوم الفن مثل عبد الفتاح عوينات وأيمن رمضان .. و في الـرابعة عشر سنة أصدرت ألبوم أسطورة جنين فور ارتكاب المجزرة الرهيبة بمخيم جنين تذكر فيه المشاهد المروعة التي ارتكبت فيه وتثني على صمود أهله .. كما تمّ حاليا إصدار آخر ألبوماتها حق العودة من كلمات وألحان والدها، إذ ذكّرت فيه عن حق العودة للاجئين الفلسطينيين وأن النصر قريب بإذن الله ما دامت الوحدة الوطنية هي الأساس ..
حاليا أعلنت اعتزال الفن بعد ارتباطها

## جدل
أثار غناء ميس الجدل في أوساط المتدينين وقيل أنه لا يجوز شرعا وذلك عندما كبرت ولم تعد طفلة، ولكن الشيخ يوسف القرضاوي أفتى بجواز إنشادها أمام الرجال ما دامت محتشمة ولا تخضع بالقول، وما دام همها هو خدمة قضايا الأمة

## ألبومات ميس
- صوت الحرية
- فلة
- أحبك موت يا أمي
- لبيك
- ساعدونا
- سائل الكون
- عرس الوطن
- أسطورة جنين
- خنساء فلسطين
- يا أقصى
- حق العودة
- عرس الحرية
- أنا المدينة
- ترجل البطل

## أناشيد Single
- أبتاه لا تبكي
- هدى غالية - يوم قصف والدي طفلة غزة هدى غالية عند شط البحر .
- آياتك ربي من ألبوم أشوفك وين ؟
- بلبل راح يغني من ألبوم أشوفك وين ؟
- سبعة أعوام من ألبوم إفتح كتابك بالاشتراك مع الفنان محمد الحلو .
- أبحث عنكم - حازت على الجائزة الذهبية للإنتاج الإذاعي ( أغنية الطفل) / مهرجان القاهرة التاسع للإذاعة والتلفزيون 2003م .
- حكيم الثورة - تم إنشادها في حفل تأبين المناضل الراحل الحكيم جورج حبش .
- طل القمر - نشيدة بمناسبة رمضان .
- نم يا حبيبي - مهداة إلى أطفال غزة وفلسطين .
- من جوا الزنزانة - إلى الأسرى .
- هي يا أولاد المخيم .. لأبناء المخيمات .
- وين العرب - بمناسبة العدوان على غزة 2009 .
- قوموا هبوا للحرم - بمناسبة اقتحام اليهود للحرم الإبراهيمي في مدينة الخليل .
- يما السجن مهما علي - مهداة إلى الأسرى .
- فراقك غالي - مهداة إلى روح والد الفنانة ميس شلش - سعود شلش .
- مكتوب عجبينك بطل - بالاشتراك مع أخ الفنانة ميس شلش - أنس شلش - بمناسبة صفقة تحرير الأسرى بالتبادل مع جلعاد شاليط .
- ناديت - ميس شلش بالاشتراك مع يزن نسيبة

## جوائز ومهرجانات
شاركت في الكثير من المهرجانات في العالم العربي ومنها الملتقى الوطني لشبيبة العدالة والتنمية بالمغرب
كما فازت بعدة جوائز في مهرجانات عالمية كثيرة:
- الجائزة البرونزية لأنشودة يا عالم العدالة (2001)
- جائزتان ذهبيتان لأنشودتي يتيمة و أمشي ودروبي نار (2002)
- جائزة أفضل أداء وأفضل تلحين لأنشودة صباح الخير يا بلادي التي قامت فيها بتلحين كلمات والدها (2003)
- جائزة مهرجان الطفل بالقاهرة [3]

## وصلات خارجية
- الصفحة الرسمية على الفيسبوك  على فيسبوك.
- الموقع الرسمي
- لقاء مع ميس شلش
- أناشيد ميس شلش